# ليزلي غيل
ليزلي غيل (11 نوفمبر 1904 - 22 يناير 1982) (بالإنجليزية: Leslie Gale)‏ هو لاعب كريكت بريطاني (وحمل سابقاً جنسية المملكة المتحدة لبريطانيا العظمى وأيرلندا). شارك مع منتخب إنجلترا للكريكت.

## وصلات خارجية
- ليزلي غيل على موقع إي آس بي آن كريك إنفو (الإنجليزية)